# Shah Abbasi karavanseraj

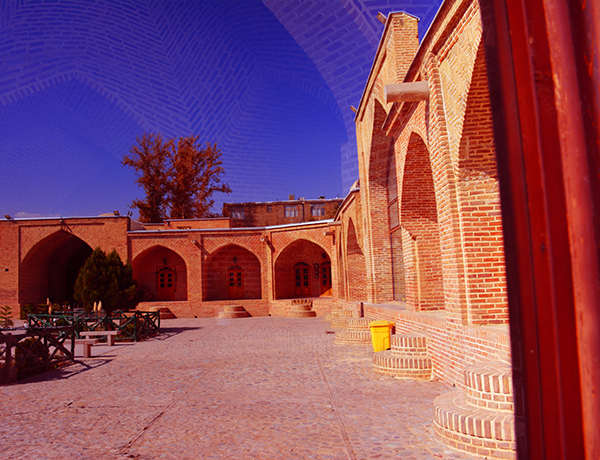

Shah Abbasi karavanseraj i Karaj (persiska: کاروانسرای شاه‌عباسی کرج) ligger centralt i staden Karaj. Denna karavanseraj har byggts i sten, tegel, trä, halm och lera. Den 11 april 1977 sattes värdshuset upp på Irans lista över nationella monument.

## Bildgalleri

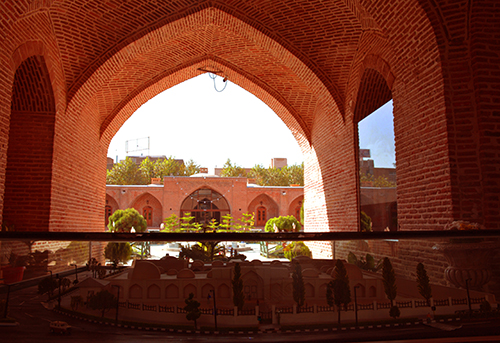
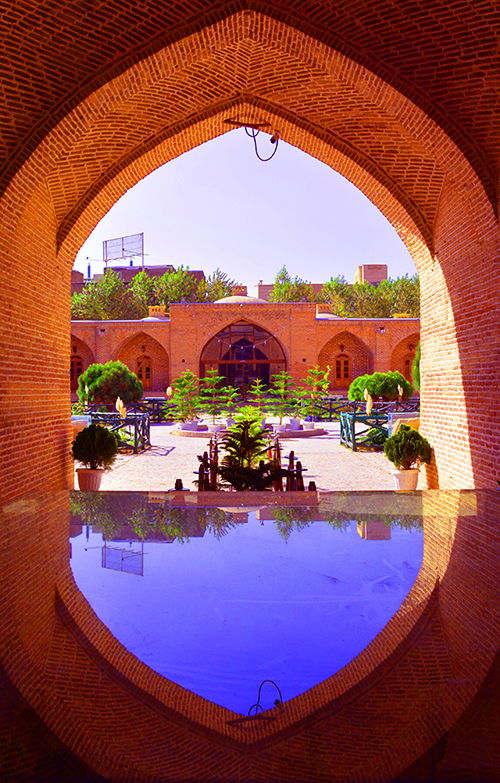
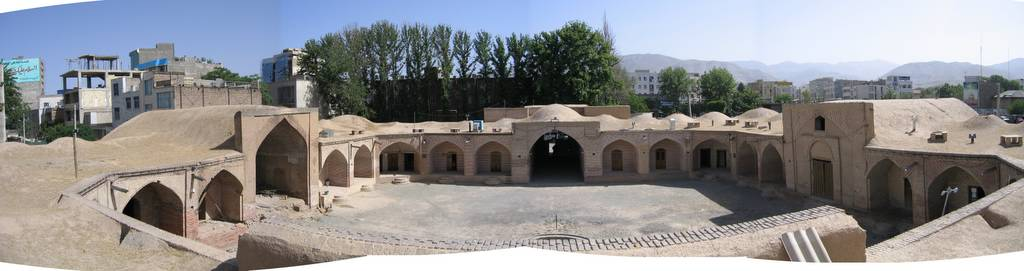